# Debulhador-de-bico-curto
O debulhador-de-bico-curto (Toxostoma bendirei) é uma espécie de tamanho médio nativa do sudoeste dos Estados Unidos e do noroeste do México. Tem de 23 a 28 centímetros de comprimento, cauda longa e bico de tamanho médio. A coloração é marrom-acinzentada nas partes superiores, com partes inferiores mais pálidas e levemente escuras. A base do bico inferior é geralmente pálida, os olhos são amarelos brilhantes e as pontas da cauda são brancas.

## Identificação
Devido à coloração e à estrutura semelhantes às do debulhador-de-bico-curvo, é muito fácil confundir as duas aves. O bico mais curto do debulhador-de-bico-curto é uma característica distintiva quando se comparam aves maduras, mas ainda é fácil identificar erroneamente um debulhador-de-bico-curto adulto como um debulhador-de-bico-curvo jovem, pois seu bico não atingiu o comprimento maduro. Os olhos amarelos e a mandíbula inferior pálida do debulhador-de-bico-curto são marcas adicionais que ajudam a separá-lo do debulhador-de-bico-curvo.

## Distribuição e habitat
O debulhador-de-bico-curto vive nos desertos, vales e terras secas cheios de arbustos do sudoeste dos Estados Unidos, principalmente ao longo da fronteira sul que o Arizona e o Novo México compartilham com o México (as ilhas do céu de Madrean, as ilhas do céu da cordilheira do norte do México: Sierra Madre Ocidental).
A espécie foi descrita como politípica, com duas subespécies além da forma nominal:
- Toxostoma bendirei (Coues, 1873): Arizona, Novo México, Colorado, Nevada, Utah, Califórnia, Sonora, Sinaloa e Baixa Califórnia.

- Toxostoma bendirei candidum (van Rossem, 1942): Deserto do oeste do México no oeste de Sonora.

- Toxostoma bendirei rubricatum (van Rossem, 1942): Interior do sul e centro de Sonora e áreas costeiras próximas à Isla Tiburón.

Há também um registro de 1988 de Alberta, Canadá, com base em uma fotografia tirada do indivíduo.

## Nidificação
O debulhador-de-bico-curto constrói um ninho com galhos, forrando o interior com caules e raízes de grama. Geralmente é colocado em um cacto ou em um arbusto ou árvore espinhosa do deserto. A fêmea põe três ou quatro ovos, que são de cor verde-clara a azul e salpicados de marrom e roxo.

## Dieta
O debulhador-de-bico-curto se alimenta de pequenos insetos que vivem no solo e também de frutos silvestres.

## Voz
Assim como outras aves da família Mimidae, o frequentemente silencioso debulhador-de-bico-curto incorpora as canções e os chamados de outras espécies em suas próprias canções. Um “chek” agudo é o canto mais comum da espécie.

## Descoberta

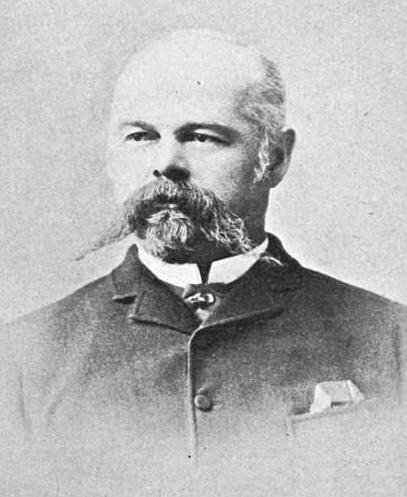
en

Em 28 de julho de 1872, o tenente do Exército dos EUA Charles Bendire [en] estava fazendo uma caminhada pelo deserto próximo a Fort Lowell [en], no Arizona. Enquanto explorava o deserto, Bendire, um ávido entusiasta de pássaros, avistou um pássaro que não lhe era familiar. O tenente Bendire atirou na ave, que parecia ser uma fêmea, e enviou seus restos mortais para o Smithsonian Institution em Washington, D.C.
Os restos do espécime foram examinados por Elliott Coues, que ficou perplexo quanto à espécie. Depois que vários colegas de Coues examinaram a ave, eles acreditaram que se tratava de uma fêmea de debulhador-de-bico-curvo, mas Coues não concordou com a conclusão deles. Coues acreditava que o debulhador era uma espécie desconhecida pela ciência e procurou Bendire para obter mais informações sobre a ave. Bendire respondeu a Coues afirmando que também acreditava que se tratava de uma nova espécie.
O tenente Bendire logo enviou um segundo espécime, um macho, e detalhes sobre seus hábitos e ovos, todos diferentes dos de um debulhador-de-bico-curvo. Finalmente convencido, Coues batizou a nova espécie de Bendire's thrasher, em homenagem a Charles Bendire.

## Conservação
O debulhador-de-bico-curto está listado como vulnerável devido ao declínio em toda a área de distribuição, principalmente como resultado da conversão do habitat em terras agrícolas.